# Rundkyrka

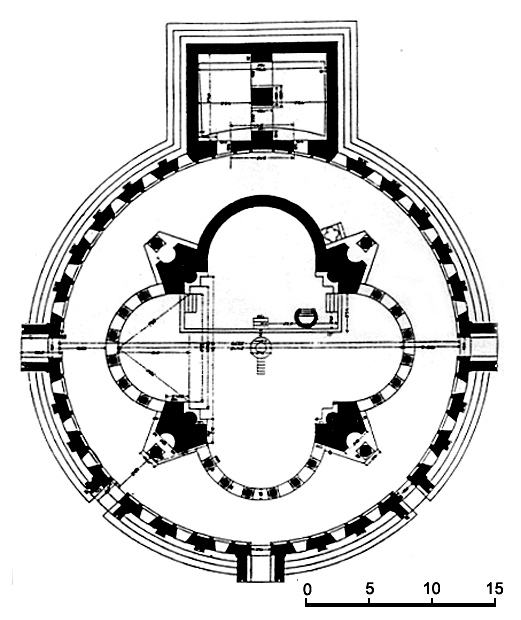
Plan för Zvarthnotz i Armenien som började byggas år 643. Idag ruin.

En rundkyrka är en tornliknande kyrkobyggnad, som karaktäriseras av att långhuset är runt och följaktligen benämns rundhus. Därtill anslöts ofta ett halvrunt, absidliknande kor. Byggnaderna hade ofta två eller tre våningar. Man ansåg tidigare att dessa kyrkor var så kallade försvarskyrkor. Det är lättare att försvara en rund byggnad då man får bättre överblick över omgivningen och det blir svårare att gömma sig i skrymslen och vrår omkring byggnaden. Idag menar man att byggnadssättet även kan vara föranlett av att man använde kyrkan som magasin eller bostad. Rundkyrkornas förebild kan ha varit Den heliga gravens kyrka i Jerusalem, som är en centralkyrka.

## Medeltida rundkyrkor

### Sverige
I Sverige finns åtta bevarade medeltida rundkyrkor:
- Bromma kyrka, Uppland
- Hagby kyrka, Småland
- Munsö kyrka, Uppland
- Skörstorps kyrka, Västergötland
- Solna kyrka, Uppland
- Valleberga kyrka, Skåne
- Voxtorps kyrka, Småland
- Vårdsbergs kyrka, Östergötland

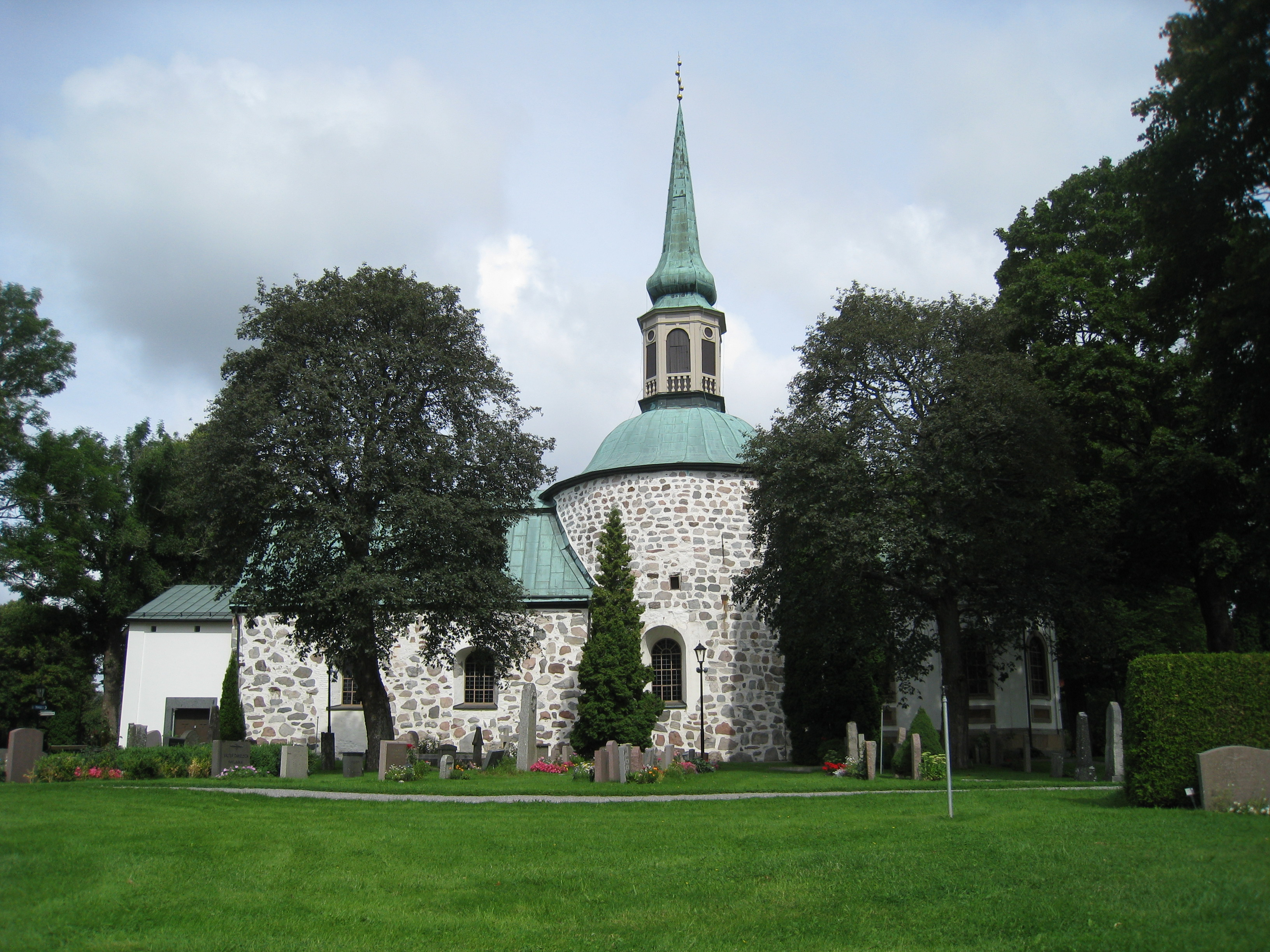
Bromma kyrka, Bromma, Bromma församling, Stockholms kommun
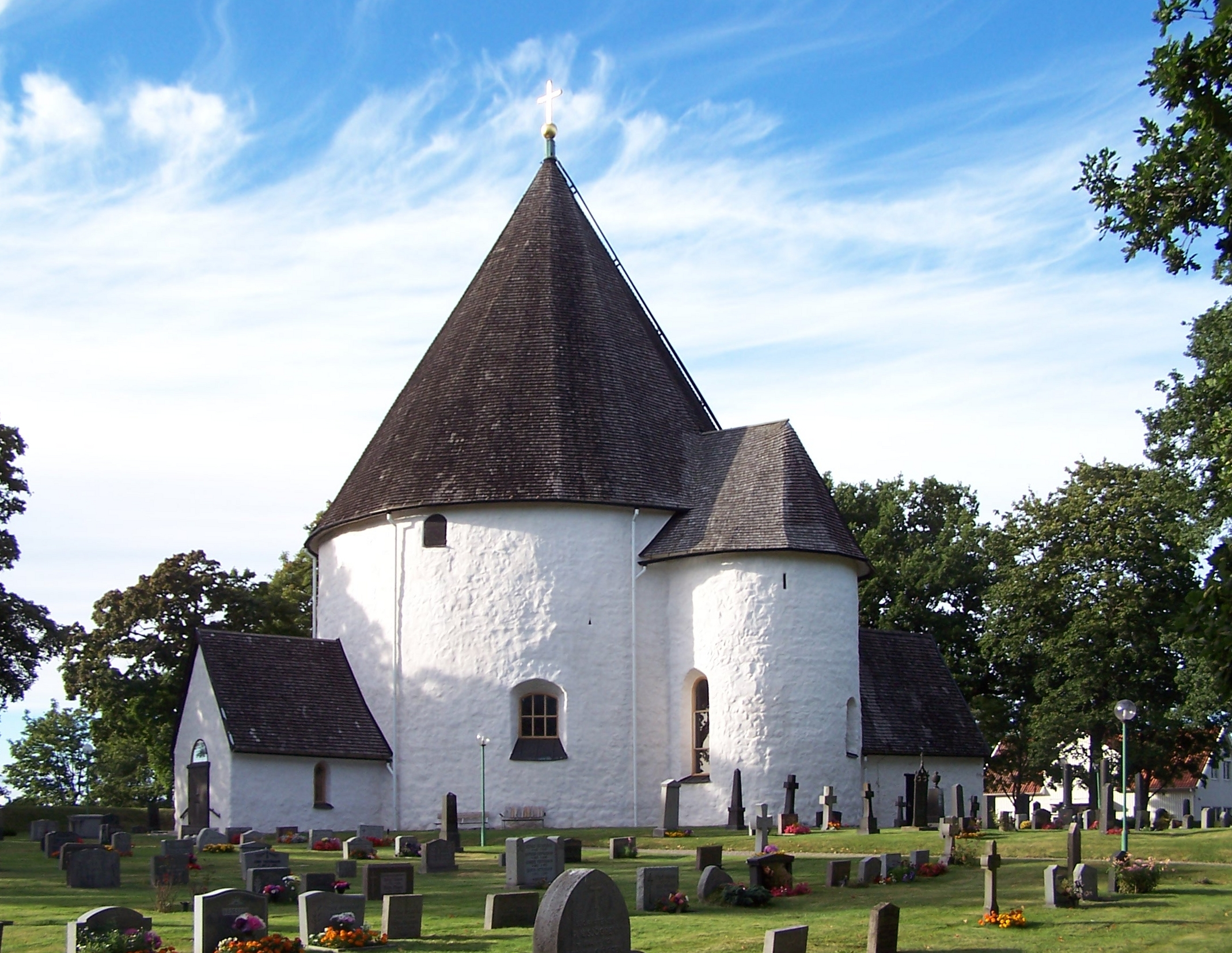
Hagby kyrka, Hagby, Arby-Hagby församling, Kalmar kommun
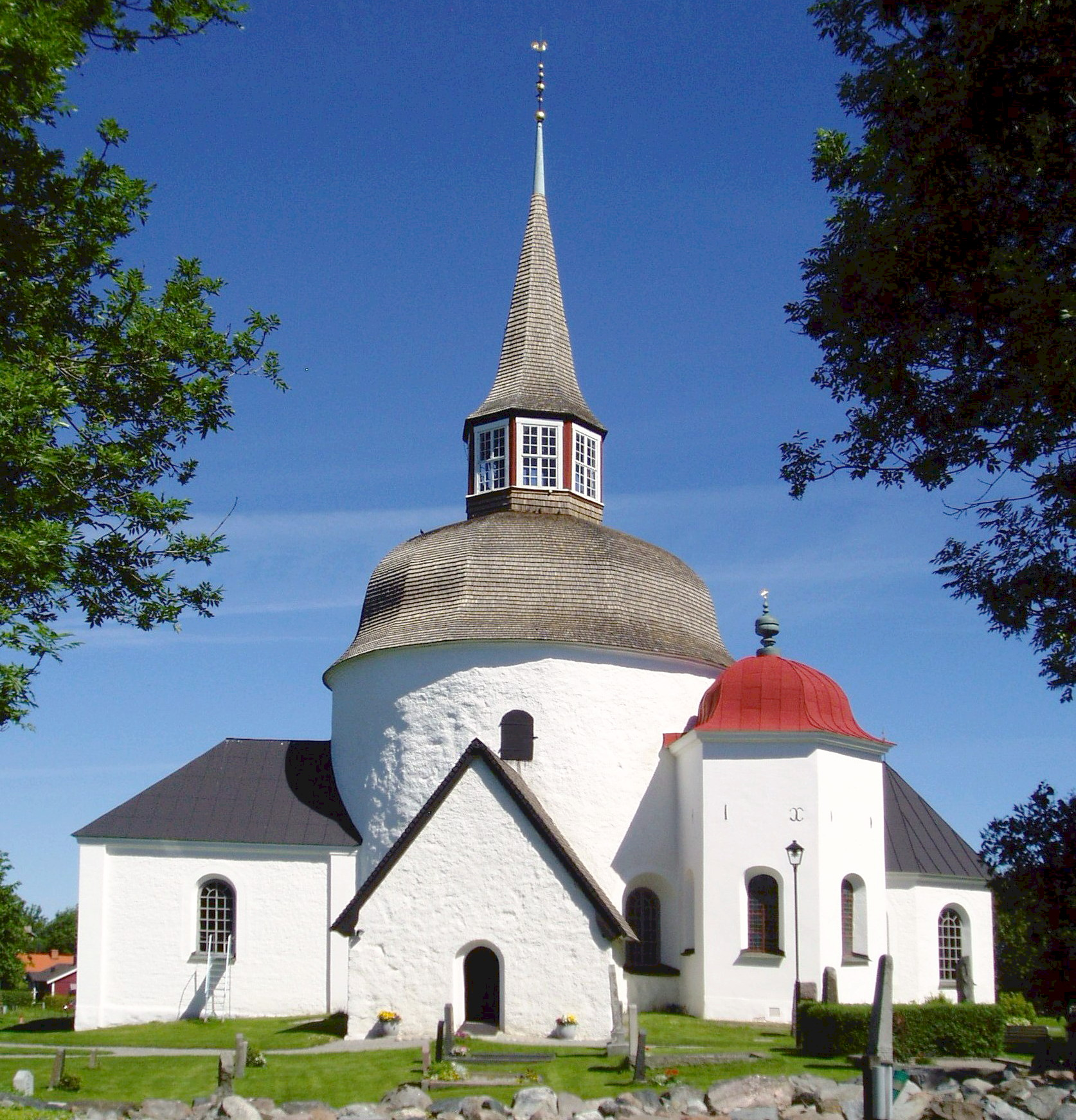
Munsö kyrka, Munsön, Adelsö-Munsö församling, Ekerö kommun
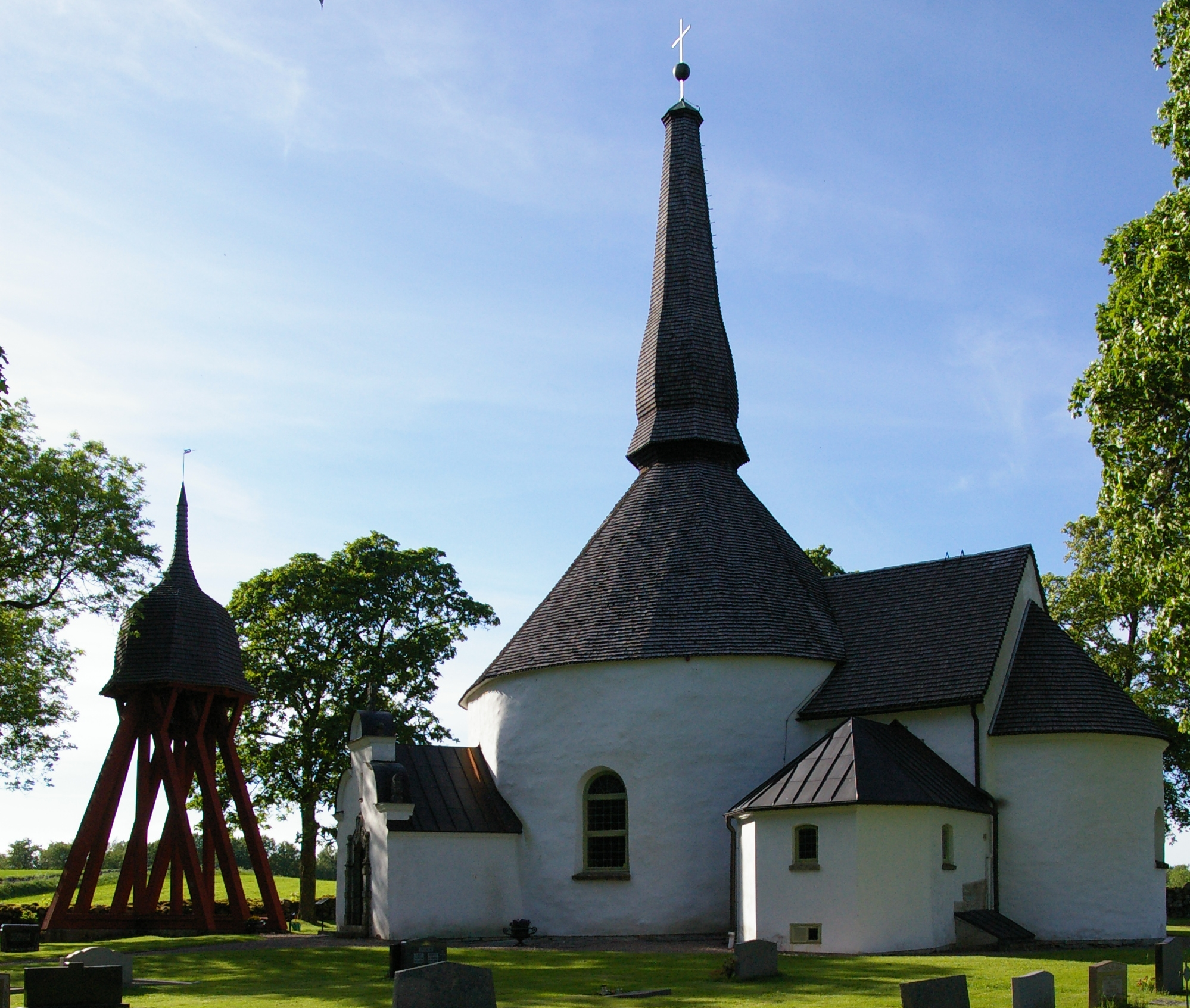
Skörstorps kyrka, Åslebygdens församling, Falköpings kommun
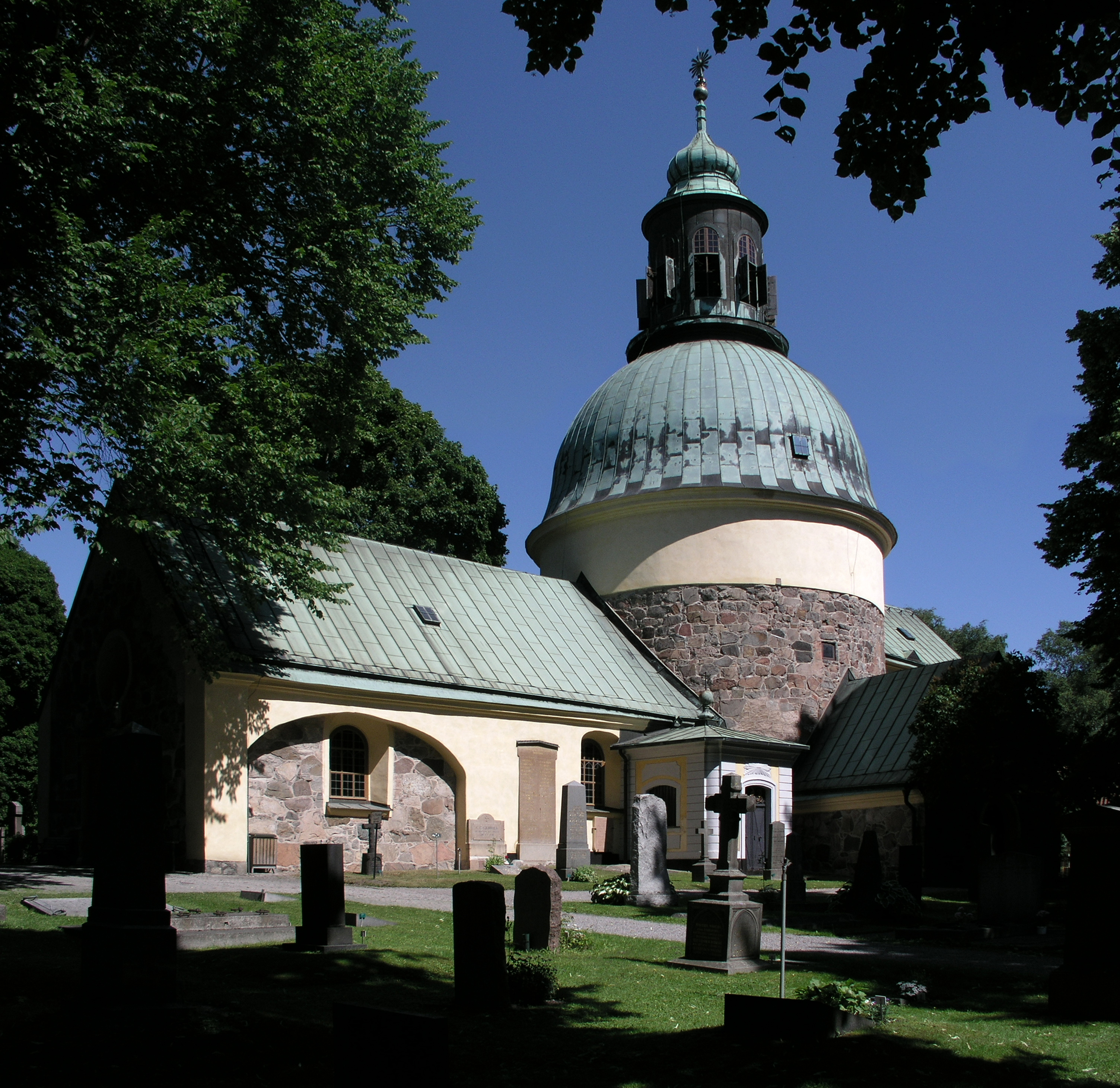
Solna kyrka, Solna församling

Det har funnits fler, nu försvunna och rivna rundkyrkor i Dimbo och Agnestads kyrka i Falköpings östra socken i Västergötland, i Klosterstad och Tjärstad i Östergötland samt i Helsingborg i Skåne.
Efter medeltiden har centralkyrkor byggts, som påminner om rundkyrkor: Trefaldighetskyrkan i Karlskrona och Skeppsholmskyrkan i Stockholm, Katarina kyrka i Stockholm med flera. Det finns också moderna rundkyrkor (som har en rund form) i Skövde, Sankt Lukas kyrka, samt i Växjö, Mariakyrkan. Men de räknas inte till de medeltida försvarsrundkyrkorna av naturliga skäl.

### Danmark

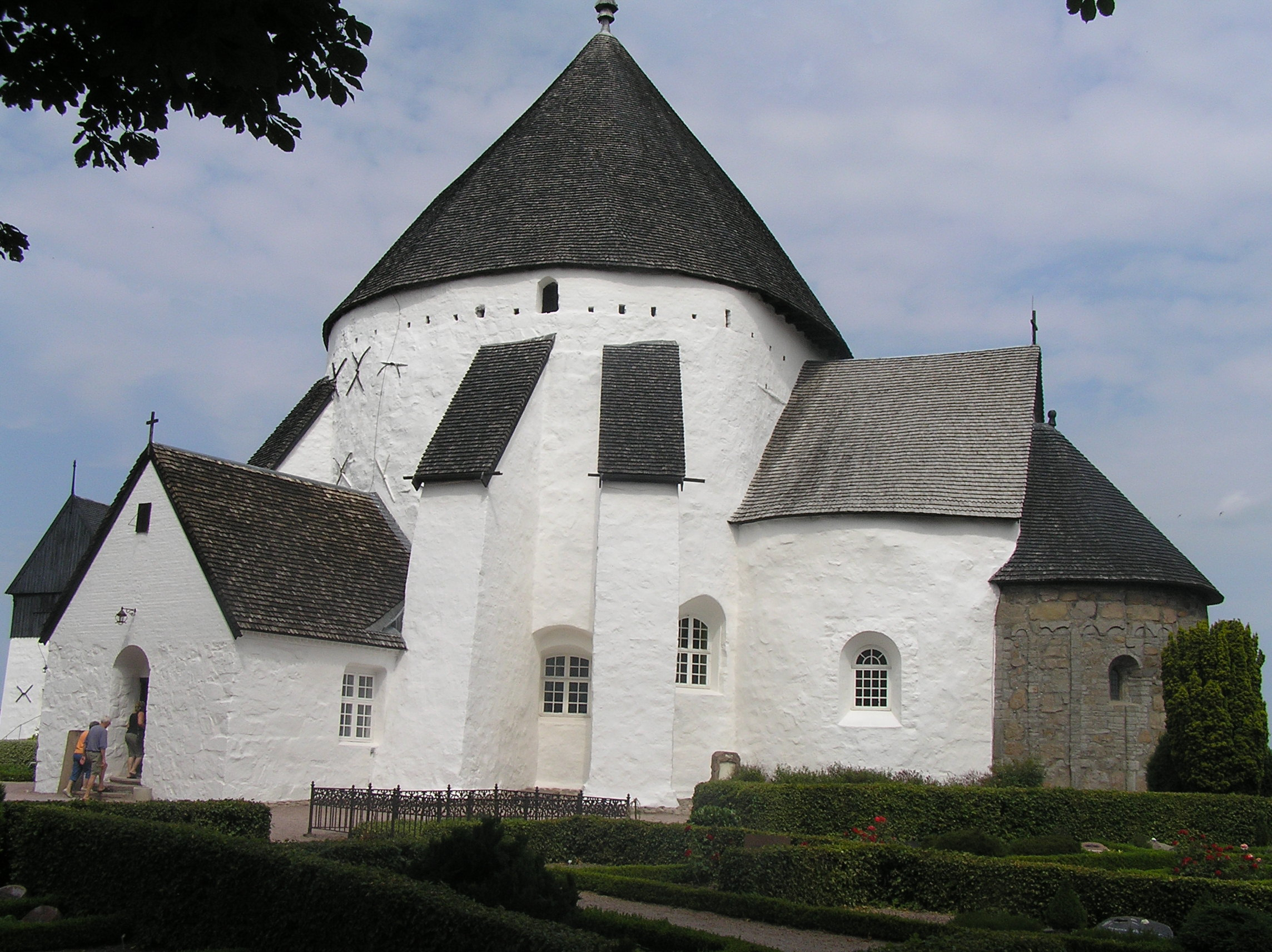
Østerlars kyrka, med strävpelare och tillbyggnader, bland annat ett kor med en välbevarad oputsad absid.

I Danmark finns sju bevarade rundkyrkor, varav fyra på Bornholm:
- Ny Kirke,
- Nylars Kirke,
- Sankt Ols Kirke och
- Østerlars Kirke.

De övriga tre är: 
- Thorsager Kirke, Jylland,
- Horne Kirke på Fyn (inbyggd i kyrkan) och
- Bjernede Kirke på Själland.

En modernare rundkyrka är Østervangkirken i Glostrup på Själland, men då den uppfördes 1967-1970 skiljer den sig väsentligt från de övriga.

### England
I England finns fyra medeltida rundkyrkor:
- Church of the Holy Sepulchre, Cambridge
- Temple Church, London
- Little Maplestead Church, Little Maplestead, Essex
- Church of the Holy Sepulchre, Northampton

### Ungern

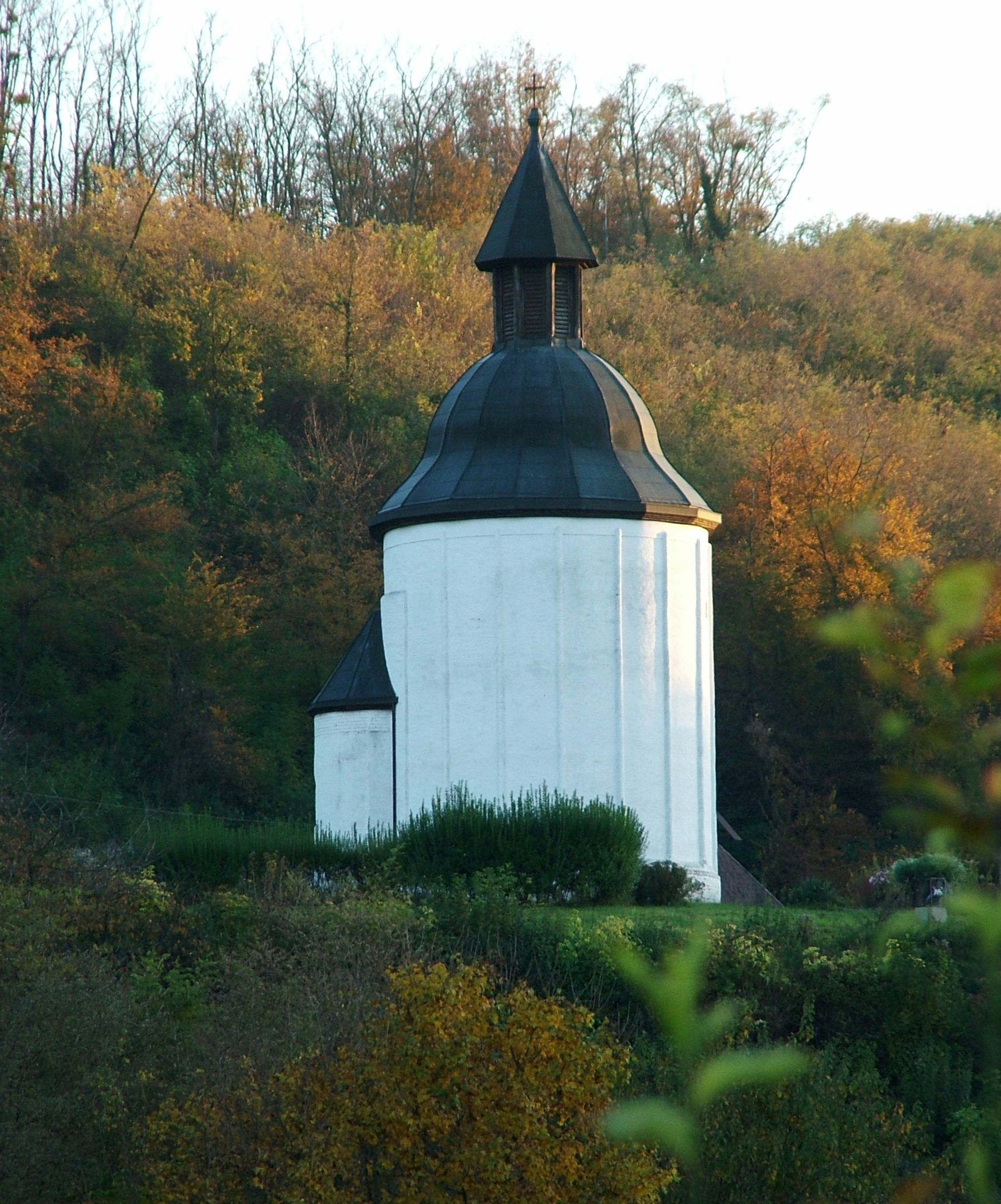
Sankta Anna kyrka, Kallósd, Ungern

I Ungern finns fyra medeltida rundkyrkor:
- Rundkyrkan i Kallósd, Kallósd
- Romersk-katolska kyrkan i Kiszombor, Kiszombor
- Sankt Jakobs kyrka, Ják
- Öskü rundkyrka, Öskü